# 튀르키예의 총리 목록
이 문서는 튀르키예의 총리(튀르키예어: başbakan) 목록이다.

## 튀르키예의 역대 총리 목록
| 소속 정당 | 공화인민당 (CHP) 민주당 (DP) → 공정당 (AP) → 정도당 (DYP) → 민주당 (DP) 국가신뢰당 (MGP) → 공화신뢰당 (CGP) | 조국당 (ANAP) 민주좌파당 (DSP) 정의개발당 (AKP) | 복지당 (RP) 군사 정권 무소속 |

### 건국 이전
| 대 | 대 | 이름                                           | 이름 | 소속 정당  | 취임년월일      | 퇴임년월일       |
| -- | -- | ---------------------------------------------- | ---- | ---------- | --------------- | ---------------- |
|    | 1  | 무스타파 케말 아타튀르크 Mustafa Kemal Atatürk |      | 공화인민당 | 1920년 5월 3일  | 1921년 1월 24일  |
|    | 2  | 페브지 차크마크 Mustafa Fevzi Çakmak           |      | 공화인민당 | 1921년 1월 24일 | 1922년 7월 9일   |
|    | 3  | 라우프 오르바이 Hüseyin Rauf Orbay             |      | 공화인민당 | 1922년 7월 12일 | 1923년 8월 4일   |
|    | 4  | 알리 페티 오키아르 Ali Fethi Okyar             |      | 공화인민당 | 1923년 8월 14일 | 1923년 10월 27일 |

### 건국 이후
| 대 | 대     | 인물 | 총리 이름                                       | 총리 이름        | 소속 정당        | 내각             | 취임년월일                                     | 퇴임년월일       | 연립 여당                                                |
| -- | ------ | ---- | ----------------------------------------------- | ---------------- | ---------------- | ---------------- | ---------------------------------------------- | ---------------- | -------------------------------------------------------- |
|    | 1      | 1    | 이스메트 이뇌뉘 İsmet İnönü                     |                  | 공화인민당 (CHP) | 제1차            | 1923년 11월 1일                                | 1924년 3월 6일   | 없음                                                     |
| 2  | 제2차  | 1    | 이스메트 이뇌뉘 İsmet İnönü                     | 1924년 3월 6일   | 공화인민당 (CHP) | 1924년 11월 22일 |                                                |                  | 없음                                                     |
|    | 3      | 2    | 알리 페티 오키아르 Ali Fethi Okyar              |                  | 공화인민당 (CHP) | 제1차            | 1924년 11월 22일                               | 1925년 3월 3일   | 없음                                                     |
|    | 4      | (1)  | 이스메트 이뇌뉘 İsmet İnönü                     |                  | 공화인민당 (CHP) | 제3차            | 1925년 3월 4일                                 | 1927년 11월 1일  | 없음                                                     |
| 5  | 제4차  | (1)  | 이스메트 이뇌뉘 İsmet İnönü                     | 1927년 11월 1일  | 공화인민당 (CHP) | 1930년 9월 27일  |                                                |                  | 없음                                                     |
| 6  | 제5차  | (1)  | 이스메트 이뇌뉘 İsmet İnönü                     | 1930년 9월 27일  | 공화인민당 (CHP) | 1931년 5월 4일   |                                                |                  | 없음                                                     |
| 7  | 제6차  | (1)  | 이스메트 이뇌뉘 İsmet İnönü                     | 1931년 5월 4일   | 공화인민당 (CHP) | 1935년 3월 1일   |                                                |                  | 없음                                                     |
| 8  | 제7차  | (1)  | 이스메트 이뇌뉘 İsmet İnönü                     | 1935년 3월 1일   | 공화인민당 (CHP) | 1937년 10월 25일 |                                                |                  | 없음                                                     |
|    | 9      | 3    | 젤랄 바야르 Celal Bayar                         |                  | 공화인민당 (CHP) | 제1차            | 1937년 10월 25일                               | 1938년 11월 11일 | 없음                                                     |
| 10 | 제2차  | 3    | 젤랄 바야르 Celal Bayar                         | 1938년11월 11일  | 공화인민당 (CHP) | 1939년1월 25일   |                                                |                  | 없음                                                     |
|    | 11     | 4    | 레피크 사이담 Refik Saydam                      |                  | 공화인민당 (CHP) | 제1차            | 1939년 1월 25일                                | 1939년 4월 3일   | 없음                                                     |
| 12 | 제2차  | 4    | 레피크 사이담 Refik Saydam                      | 1939년 4월 3일   | 공화인민당 (CHP) | 1942년 7월 9일   |                                                |                  | 없음                                                     |
|    | 13     | 5    | 슈크뤼 사라졸루 Şükrü Saracoğlu                 |                  | 공화인민당 (CHP) | 제1차            | 1942년 7월 9일                                 | 1943년 3월 9일   | 없음                                                     |
| 14 | 제2차  | 5    | 슈크뤼 사라졸루 Şükrü Saracoğlu                 | 1943년 3월 9일   | 공화인민당 (CHP) | 1946년 8월 7일   |                                                |                  | 없음                                                     |
|    | 15     | 6    | 메흐메트 레제프 페케르 Mehmet Recep Peker       |                  | 공화인민당 (CHP) | 제1차            | 1946년 8월 7일                                 | 1947년 9월 10일  | 없음                                                     |
|    | 16     | 7    | 하산 사카 Hasan Saka                            |                  | 공화인민당 (CHP) | 제1차            | 1947년 9월 10일                                | 1948년 6월 10일  | 없음                                                     |
| 17 | 제2차  | 7    | 하산 사카 Hasan Saka                            | 1948년 6월 10일  | 공화인민당 (CHP) | 1949년 1월 16일  |                                                |                  | 없음                                                     |
|    | 18     | 8    | 솀세틴 귀날타이 Şemsettin Günaltay              |                  | 공화인민당 (CHP) | 제1차            | 1949년 1월 16일                                | 1950년 5월 22일  | 없음                                                     |
|    | 19     | 9    | 아드난 멘데레스 Adnan Menderes                  |                  | 민주당 (DP)      | 제1차            | 1950년 5월 22일                                | 1951년 3월 9일   | 없음                                                     |
| 20 | 제2차  | 9    | 아드난 멘데레스 Adnan Menderes                  | 1951년 3월 9일   | 민주당 (DP)      | 1954년 5월 17일  |                                                |                  | 없음                                                     |
| 21 | 제3차  | 9    | 아드난 멘데레스 Adnan Menderes                  | 1954년 5월 17일  | 민주당 (DP)      | 1955년 12월 9일  |                                                |                  | 없음                                                     |
| 22 | 제4차  | 9    | 아드난 멘데레스 Adnan Menderes                  | 1955년 12월 9일  | 민주당 (DP)      | 1957년 11월 25일 |                                                |                  | 없음                                                     |
| 23 | 제5차  | 9    | 아드난 멘데레스 Adnan Menderes                  | 1957년 11월 25일 | 민주당 (DP)      | 1960년 5월 27일  |                                                |                  | 없음                                                     |
|    | 24     | 10   | 제말 귀르셀 Cemal Gürsel                        |                  | 무소속 (군인)    | 제1차            | 1960년 5월 28일                                | 1961년 1월 5일   | 비문민정부                                               |
| 25 | 제2차  | 10   | 제말 귀르셀 Cemal Gürsel                        | 1961년 1월 5일   | 무소속 (군인)    | 1961년 10월 27일 |                                                |                  | 비문민정부                                               |
|    | 임시   | -    | 에민 파흐레틴 외즈딜레크 Emin Fahrettin Özdilek |                  | 무소속 (군인)    | 잠정 내각        | 1961년 10월 27일                               | 1961년 11월 20일 | 비문민정부                                               |
|    | 26     | (1)  | 이스메트 이뇌뉘 İsmet İnönü                     |                  | 공화인민당 (CHP) | 제8차            | 1961년 11월 20일                               | 1962년 6월 25일  | 공정당 (AP)                                              |
| 27 | 제9차  | (1)  | 이스메트 이뇌뉘 İsmet İnönü                     | 1962년 6월 25일  | 공화인민당 (CHP) | 1963년 12월 25일 | 공화주의자농민국민당 (CKMP) 신튀르키예당 (YTP) |                  |                                                          |
| 28 | 제10차 | (1)  | 이스메트 이뇌뉘 İsmet İnönü                     | 1963년 12월 25일 | 공화인민당 (CHP) | 1965년 2월 20일  | 공화주의자농민국민당 (CKMP) 신튀르키예당 (YTP) |                  |                                                          |
|    | 29     | 11   | 수아드 하이리 위르귀플뤼 Suad Hayri Ürgüplü     |                  | 공정당 (AP)      | 제1차            | 1965년 2월 20일                                | 1965년 10월 27일 | 잠정 연립 (선거 관리 내각)                               |
|    | 30     | 12   | 쉴레이만 데미렐 Süleyman Demirel                |                  | 공정당 (AP)      | 제1차            | 1965년 10월 27일                               | 1969년 11월 3일  | 없음                                                     |
| 31 | 제2차  | 12   | 쉴레이만 데미렐 Süleyman Demirel                | 1969년 11월 3일  | 공정당 (AP)      | 1970년 3월 6일   |                                                |                  | 없음                                                     |
| 32 | 제3차  | 12   | 쉴레이만 데미렐 Süleyman Demirel                | 1970년 3월 6일   | 공정당 (AP)      | 1971년 3월 26일  |                                                |                  | 없음                                                     |
|    | 33     | 13   | 니하트 에림 Nihat Erim                          |                  | 무소속           | 제1차            | 1971년 3월 26일                                | 1971년 12월 11일 | 거국일치 내각                                            |
| 34 | 제2차  | 13   | 니하트 에림 Nihat Erim                          | 1971년 12월 11일 | 무소속           | 1972년 5월 22일  |                                                |                  | 거국일치 내각                                            |
|    | 35     | 14   | 페리트 멜렌 Ferit Melen                         |                  | 국가신뢰당 (MGP) | 잠정 내각        | 1972년 5월 22일                                | 1973년 4월 15일  | 없음                                                     |
|    | 36     | 15   | 나임 탈루 Naim Talu                             |                  | 무소속           | 잠정 내각        | 1973년 4월 15일                                | 1974년 1월 26일  | 공정당 (AP) 공화신뢰당 (CGP)                             |
|    | 37     | 16   | 뷜렌트 에제비트 Bülent Ecevit                   |                  | 공화인민당 (CHP) | 제1차            | 1974년 1월 26일                                | 1974년 11월 17일 | 국민구제당 (MSP)                                         |
|    | 38     | 17   | 사디 이르마크 Sadi Irmak                        |                  | 무소속           | 잠정 내각        | 1974년 11월 17일                               | 1975년 3월 31일  | 없음                                                     |
|    | 39     | (12) | 쉴레이만 데미렐 Süleyman Demirel                |                  | 공정당 (AP)      | 제4차            | 1975년 3월 31일                                | 1977년 6월 21일  | 국민구제당 (MSP) 민족주의자행동당 (MHP) 공화신뢰당 (CGP) |
|    | 40     | (16) | 뷜렌트 에제비트 Bülent Ecevit                   |                  | 공화인민당 (CHP) | 제2차            | 1977년 6월 21일                                | 1977년 7월 21일  | 없음                                                     |
|    | 41     | (12) | 쉴레이만 데미렐 Süleyman Demirel                |                  | 공정당 (AP)      | 제5차            | 1977년 7월 21일                                | 1978년 1월 5일   | 국민구제당 (MSP) 민족주의자행동당 (MHP)                  |
|    | 42     | (16) | 뷜렌트 에제비트 Bülent Ecevit                   |                  | 공화인민당 (CHP) | 제3차            | 1978년 1월 5일                                 | 1979년 11월 12일 | 없음                                                     |
|    | 43     | (12) | 쉴레이만 데미렐 Süleyman Demirel                |                  | 공정당 (AP)      | 제6차            | 1979년 11월 12일                               | 1980년 9월 12일  | 없음                                                     |
|    | 44     | 18   | 뷜렌트 울루수 Bülent Ulusu                      |                  | 무소속 (군인)    | 잠정 내각        | 1980년 9월 21일                                | 1983년 12월 13일 | 비문민정부                                               |
|    | 45     | 19   | 투르구트 외잘 Turgut Özal                       |                  | 조국당 (ANAP)    | 제1차            | 1983년 12월 13일                               | 1987년 12월 21일 | 없음                                                     |
| 46 | 제2차  | 19   | 투르구트 외잘 Turgut Özal                       | 1987년 12월 21일 | 조국당 (ANAP)    | 1989년 11월 9일  |                                                |                  | 없음                                                     |
|    | 47     | 20   | 이을드름 아크불루트 Yıldırım Akbulut            |                  | 조국당 (ANAP)    | 제1차            | 1989년 11월 9일                                | 1991년 6월 23일  | 없음                                                     |
|    | 48     | 21   | 메수트 이을마즈 Mesut Yılmaz                    |                  | 조국당 (ANAP)    | 제1차            | 1991년 6월 23일                                | 1991년 11월 20일 | 없음                                                     |
|    | 49     | (12) | 쉴레이만 데미렐 Süleyman Demirel                |                  | 정도당 (DYP)     | 제7차            | 1991년 11월 20일                               | 1993년 6월 25일  | 사회민주인민당 (SHP)                                     |
|    | 50     | 22   | 탄수 칠레르 Tansu Çiller                        |                  | 정도당 (DYP)     | 제1차            | 1993년 6월 25일                                | 1995년 10월 5일  | 사회민주인민당 (SHP)                                     |
| 51 | 제2차  | 22   | 탄수 칠레르 Tansu Çiller                        | 1995년 10월 5일  | 정도당 (DYP)     | 1995년 10월 30일 | 없음                                           |                  |                                                          |
| 52 | 제3차  | 22   | 탄수 칠레르 Tansu Çiller                        | 1995년 10월 30일 | 정도당 (DYP)     | 1996년 3월 6일   | 공화인민당 (CHP)                               |                  |                                                          |
|    | 53     | (21) | 메수트 이을마즈 Mesut Yılmaz                    |                  | 조국당 (ANAP)    | 제2차            | 1996년 3월 6일                                 | 1996년 6월 28일  | 정도당 (DYP)                                             |
|    | 54     | 23   | 네즈메틴 에르바칸 Necmettin Erbakan             |                  | 복지당 (RP)      | 제1차            | 1996년 6월 28일                                | 1997년 6월 30일  | 정도당 (DYP)                                             |
|    | 55     | (21) | 메수트 이을마즈 Mesut Yılmaz                    |                  | 조국당 (ANAP)    | 제3차            | 1997년 6월 30일                                | 1999년 1월 11일  | 민족좌파당 (DSP) 민주튀르키예당 (DTP)                    |
|    | 56     | (16) | 뷜렌트 에제비트 Bülent Ecevit                   |                  | 민주좌파당 (DSP) | 제4차            | 1999년 1월 11일                                | 1999년 5월 28일  | 없음                                                     |
| 57 | 제5차  | (16) | 뷜렌트 에제비트 Bülent Ecevit                   | 1999년 5월 28일  | 민주좌파당 (DSP) | 2002년 11월 18일 | 민족주의자행동당 (MHP) 조국당 (ANAP)           |                  |                                                          |
|    | 58     | 24   | 압둘라 귈 Abdullah Gül                          |                  | 정의개발당 (AKP) | 제1차            | 2002년 11월 18일                               | 2003년 3월 14일  | 없음                                                     |
|    | 59     | 25   | 레제프 타이프 에르도안 Recep Tayyip Erdoğan     |                  | 정의개발당 (AKP) | 제1차            | 2003년 3월 14일                                | 2007년 8월 29일  | 없음                                                     |
| 60 | 제2차  | 25   | 레제프 타이프 에르도안 Recep Tayyip Erdoğan     | 2007년 8월 29일  | 정의개발당 (AKP) | 2011년 6월 13일  |                                                |                  | 없음                                                     |
| 61 | 제3차  | 25   | 레제프 타이프 에르도안 Recep Tayyip Erdoğan     | 2011년 6월 13일  | 정의개발당 (AKP) | 2014년 8월 28일  |                                                |                  | 없음                                                     |
|    | 62     | 26   | 아흐메트 다부톨루 Ahmet Davutoğlu               |                  | 정의개발당 (AKP) | 잠정내각         | 2014년 8월 28일                                | 2016년 5월 6일   | 없음                                                     |
|    | 63     | 27   | 비날리 일디림 Binali Yıldırım                   |                  | 정의개발당 (AKP) | 잠정내각         | 2016년 5월 24일                                | 2018년 7월 9일   | 없음                                                     |

## 같이 보기
- 튀르키예의 정치
- 튀르키예의 대통령